# آرمناکاوان
آرمناکاوان (به ارمنی: Արմենակավան؛ به لاتین: Xaçındərbətli) یک منطقهٔ مسکونی در جمهوری آرتساخ است که در استان آسکران واقع شده‌است. آرمناکاوان ۶۷ نفر جمعیت دارد.